# Chiave (singolo)
Chiave è il singolo di debutto del cantautore italiano Ultimo, pubblicato il 6 marzo 2017 come primo estratto dal primo album in studio Pianeti.

## Descrizione
Il cantautore ha descritto il brano in questo modo:
A proposito di questo brano ha anche raccontato:

## Video musicale
Il video musicale, diretto da Emanuele Pisano, è stato pubblicato in concomitanza all'uscita del brano attraverso il canale YouTube della Honiro.

## Tracce
Testi di Niccolò Moriconi, musiche di Niccolò Moriconi, Matteo Nesi e Andrea Manusso.
1. Chiave – 4:00